# Transition démocratique soudanaise
La transition démocratique soudanaise correspond à une série d'accords politiques entre les forces politiques et militaires soudanaises en vue d'une transition démocratique au Soudan, après que la Révolution soudanaise mène à la destitution d'Omar el-Bechir. Débutée en juillet 2019, elle est interrompue pendant un mois à la suite du coup d'État militaire survenu le 25 octobre 2021, puis s'achève le 2 janvier 2022, après que le gouvernement Hamdok cède à nouveau le pouvoir aux militaires.

## Histoire

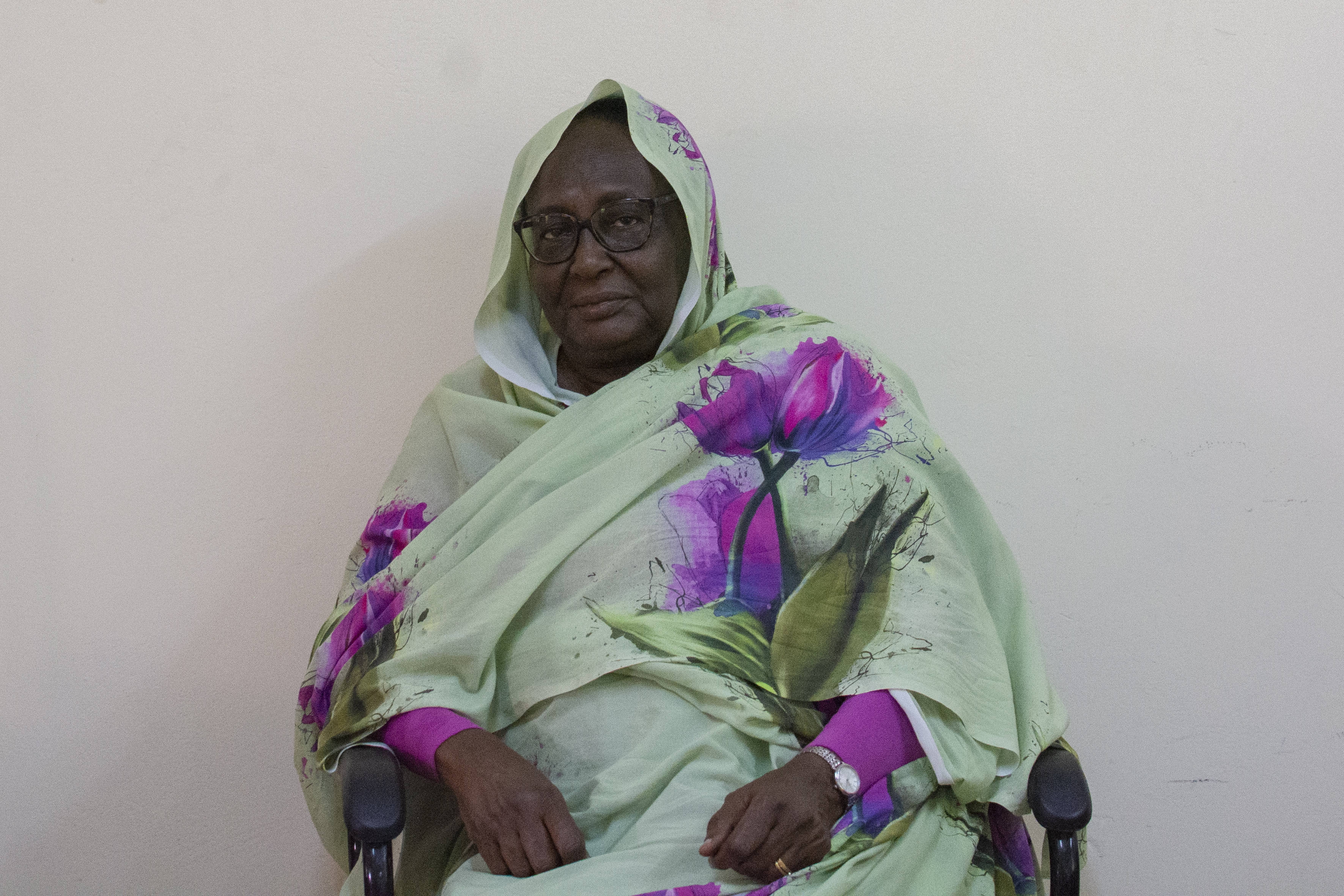
Asma Mohamed Abdalla, ministre des Affaires étrangères en 2019, une des figures de la transition démocratique soudanaise.

Omar el-Bechir a renversé le gouvernement démocratiquement élu de Sadiq al-Mahdi en 1989 et a lui-même été renversé lors du coup d'État de 2019, au cours duquel il a été remplacé par le Conseil militaire de transition (CMT) après des mois de manifestations soutenues dans les rues. À la suite de nouvelles manifestations et du massacre de Khartoum survenu le 3 juin, le CMT et l'alliance des Forces de la liberté et du changement (FLC) ont convenu le 5 juillet d'un processus de transition de 39 mois pour revenir à la démocratie, y compris la création d'institutions et de procédures exécutives, législatives et judiciaires.
Le 17 juillet 2019, le CMT et le FLC ont signé la forme écrite de l'accord,. La Coordination générale des déplacés du Darfour s'est opposée à l'accord verbal du 5 juillet, et le Front révolutionnaire du Soudan (en), les Forces du Consensus national (en) et le Syndicat des journalistes soudanais (en) se sont opposés à l'accord écrit du 17 juillet. Le 4 août, le projet de déclaration constitutionnelle a été initialement signé par Ahmed Rabee pour le FLC et par le chef adjoint du CMT, Mohamed Hamdan Dogolo, en présence de médiateurs éthiopiens et de l'Union africaine, et il a été signé plus formellement par Rabee et Hemetti le 17 août en présence de chefs d'État et de gouvernement internationaux.
La transition a été interrompue le 25 octobre 2021 lorsque l'armée soudanaise, dirigée par le général Abdel Fattah al-Burhan, a pris le contrôle du gouvernement lors d'un coup d'État militaire. Le gouvernement Hamdok a néanmoins été réinstallé moins d'un mois plus tard et la transition s'est poursuivie. Le 2 janvier 2022, Hamdok démissionne en raison de la poursuite des manifestations, et les militaires reprennent le pouvoir. Le 15 avril 2023, la transition est à nouveau interrompue lorsque les Forces de soutien rapide lancent des attaques contre les positions du gouvernement. Ce même jour, les Forces de soutien rapide et al-Burhan revendiquent tous deux le contrôle des sites gouvernementaux ; la guerre civile se poursuit depuis.